# Organización de Ferrocarriles Helénicos
La Organización de Ferrocarriles Helénicos o OSE (en griego: Οργανισμός Σιδηροδρόμων Ελλάδος, Organismós Sidirodrómon Elládos o  Ο.Σ.Ε. ) es la compañía ferroviaria nacional de Grecia que posee, mantiene y opera toda la infraestructura ferroviaria en el país con excepción de las líneas de tránsito rápido de Atenas. Los servicios de tren en estas líneas están a cargo de Hellenic Train S.A., antigua filial de OSE, Rail Cargo Logistics Goldair, Pearl y Grup Feroviar Român. 

## Historia
La historia de los ferrocarriles en Grecia comienza en 1869 cuando abre una línea privada entre Atenas y El Pireo. Más tarde, se retomaría el trazo de dicha línea para unir el metro de Atenas con el Pireo pasando por el norte del ágora de Atenas. 
En 1883 abre la primera línea en el Peloponeso o Morea en ancho métrico. Un año más tarde, en 1884, igualmente en vía estrecha, abre la conexión Volos-Larisa. Es en 1902 que aparece la Sociedad de los ferrocarriles helénicos bajo la forma de una sociedad anónima. Sin embargo, el 18 de marzo de 1920 diversas compañías ferroviarias privadas son retomadas para fundar los Ferrocarriles del Estado Helénico o SEK (en griego:  Σιδηρόδρομοι Ελληνικού Κράτους, Sidirodromi Ellinikou Kratous o Ο.Σ.Ε.). La SEK va a operar en la mayor parte de la infraestructura ferroviaria de Grecia hasta 1970. 
La propia OSE como es conocida hoy en día fue fundada el 1 de enero de 1971, con el Decreto Legislativo 674/1970, asumiendo las responsabilidades como sucesor de los Ferrocarriles del Estado Helénico SEK, siendo propiedad al 100% del Estado griego. En 1996 se creó ERGOSE dentro de OSE para facilitar proyectos de infraestructura. En 1999 abre la primera sección de la línea electrificada entre Salónica e Idomeni. La alimentación de la línea se hace mediante un sistema de catenarias y es de 25 kV CA. 
En 2001 se creó el elemento de infraestructura de OSE, conocido como GAIAOSE. En adelante sería responsable del mantenimiento de estaciones, puentes y otros elementos de la red, así como del arrendamiento y venta de ayudas ferroviarias. En 2003, OSE lanzó "Proastiakos SA", como filial para atender la operación de la red suburbana en el complejo urbano de Atenas durante los juegos olímpicos de Atenas 2004. En 2005, se creó TrainOSE como una marca dentro de OSE para concentrarse en los servicios ferroviarios y la interfaz de pasajeros. En 2008, todos los Proastiakos fueron transferidos de OSE a TrainOSE. En 2013, ΕΕΣΣΤΥ, Stock Maintenance Company pasó a ser una parte separada de OSE responsable tanto del mantenimiento del material rodante como de su arrendamiento. En abril de 2013, el Fondo de Desarrollo de Activos de la República Helénica se convirtió en el único accionista de la corporación. 
En julio de 2013 se inició un proceso de licitación internacional para la privatización de TrainOSE. El 6 de julio de 2016, se da a conocer que la empresa de estado italiana Ferrovie dello Stato Italiane hace une propuesta única por una participación del 100% en TrainOSE. Pocos días después, el 14 de julio del mismo año la agencia de privatización acepta la propuesta de Ferrovie dello Stato por un valor de 45 millones de euros para adquirir la totalidad de TrainOSE. La transacción concluyó el 14 de septiembre de 2017 y hoy en día se trata de una filial pertenecienteen su totalidad a Ferrovie dello Stato. Más tarde en 2019 el grupo italiano adquiere igualmente ΕΕΣΣΤΥ.  
En diciembre de 2024, se anuncia que ERGOSE fusionará con OSE, de forma que se unan los responsables de gestión de proyectos de infraestructura ferroviaria, principalmente aquellos cofinanciados Unión Europea. Esto permitirá de centralizar la gestión de activos ferroviarios, el mantenimiento de estaciones y puentes, así como el arrendamiento y venta de propiedades ferroviarias en una estructura única.